# Hans Hahn
Hans Hahn (27 de septiembre de 1879-24 de julio de 1934) fue un matemático austriaco que hizo múltiples contribuciones al análisis funcional, a la topología, a la teoría de conjuntos, al cálculo de variaciones, al análisis real y a la teoría del orden. Fue miembro del Círculo de Viena.

## Biografía
Fue estudiante de la Technische Hochschule en Viena. Estudió también en Estrasburgo, Múnich y Gotinga, siendo designado miembro del profesorado de Viena en 1905 y convirtiéndose en profesor de matemáticas en 1921 en esta misma universidad. Durante el año académico 1905-06, Hahn sustituye a Otto Stolz en Innsbruck.
Estuvo asimismo muy interesado en la Filosofía y fue miembro de un grupo de discusión acerca del neopositivismo de Mach, con Otto Neurath y Phillip Frank, antes de la Primera Guerra Mundial. En 1922, Hahn ayuda a Moritz Schlick a entrar en el grupo, formándose así el Círculo de Viena y convirtiéndose este movimiento en el más importante respecto del empirismo lógico durante la década de los 1920. Su estudiante más famoso fue Kurt Gödel, cuya tesis fue completada en 1929.
Las contribuciones de Hahn a la matemática incluyen el famoso teorema de Hahn–Banach y (con independencia de Banach y Steinhaus), el principio de acotación uniforme. "... forma parte de un gran avance en la Teoría de las funciones reales y una gran influencia en el desarrollo futuro de esta teoría". También fue coautor del libro Set Functions,

## Publicaciones
Todos sus trabajos sobre Matemáticas y Filosofía, exceptuando todos sus libros y sus críticas excepto una fueron publicados en tres volúmenes (Hahn, 1995),(Hahn, 1996) and (Hahn, 1997) de sus "Papeles recuperados".
- Hahn, Hans (1921), Theorie der reellen Funktionen. Erster Band (en alemán), Berlin–Heidelberg: Springer-Verlag, pp. VII+600, ISBN 978-3-642-52570-4, JFM 48.0261.09, doi:10.1007/978-3-642-52624-4.[4] (disponible gratis en el Internet Archive).
- Hahn, Hans (1932), Reelle Funktionen. Tl. 1. Punktfunktionen, Mathematik und ihre Anwendungen in Monographien und Lehrbüchern (en alemán), Band 13, Leipzig: Akademische Verlagsgesellschaft, pp. XII+415, JFM 58.0242.05, Zbl 0005.38903.[5]
- Hahn, Hans; Rosenthal, Arthur (1948), Set Functions, Albuquerque, N. M.: The University of New Mexico Press, pp. ix+324, MR 0024504, Zbl 0033.05301.[6]
- Hahn, Hans (1995), Gesammelte Abhandlungen/Collected works. Band 1/Vol. 1 (en alemán), Wien: Springer-Verlag, pp. xii+511, ISBN 978-3-211-82682-9, MR 1361405, Zbl 0859.01030.
- Hahn, Hans (1996), Gesammelte Abhandlungen/Collected works. Band 2/Vol. 2 (en alemán), Wien: Springer-Verlag, pp. xiii+545, ISBN 978-3-211-82750-5, MR 1394443, Zbl 0847.01033..
- Hahn, Hans (1997), Gesammelte Abhandlungen/Collected works. Band 3/Vol. 3 (en alemán), Wien: Springer-Verlag, pp. xiii+581, ISBN 978-3-211-82781-9, MR 1452103, Zbl 0881.01046.